# Сандоваль, Валентино
Валенти́но Ибраи́н Сандо́валь Са́нчес (исп. Valentino Ybrahin Sandoval Sánchez; род. 6 августа 2003, Лима) — перуанский футболист, атакующий полузащитник клуба «Универсидад Сан-Мартин».

## Клубная карьера
Сандоваль — воспитанник клубов Депортиво Мунисипаль и «Универсидад Сан-Мартин». 12 февраля 2022 года в матче против «Университарио» он дебютировал в перуанской Премьере. 21 мая в поединке против «Карлос Стейн» Валентино забил свой первый гол за «Универсидад Сан-Мартин».

## Международная карьера
В 2023 году в составе молодёжной сборной Перу Сандоваль принял участие в молодёжном чемпионате Южной Америки в Колумбии. На турнире он сыграл в матче против сборной Парагвая.